# آسیا تیلور
آسیا تیلور (انگلیسی: Asia Taylor؛ زادهٔ ۲۲ اوت ۱۹۹۱) بازیکن بسکتبال اهل ایالات متحده آمریکا است.